# Ian Thomas (baseball)
Pour les articles homonymes, voir Ian Thomas et Thomas.
Ian Drew Thomas (né le 20 avril 1987 à Norfolk, Virginie, États-Unis) est un lanceur de relève gaucher des Dodgers de Los Angeles de la Ligue majeure de baseball.

## Carrière
Après avoir joué pour les Rams de la Virginia Commonwealth University puis été ignoré par les clubs du baseball majeur, Ian Thomas joue dans le baseball indépendant de 2009 à 2012. Il s'aligne pour les Goldeyes de Winnipeg de la Ligue Northern et de l'Association américaine pendant trois ans avant de rejoindre le Revolution de York de l'Atlantic League au début 2012. C'est peu après que les Braves d'Atlanta de la Ligue majeure de baseball lui offrent un contrat. Signé le 21 mai 2012, Thomas se rapporte à un club-école des Braves dans les ligues mineures.
Thomas est retenu dans l'effectif des Braves pour le début de la saison 2014 des Ligues majeures. Le lanceur de relève gaucher fait ses débuts dans Atlanta le 31 mars 2014 à Milwaukee face aux Brewers.
En 2014 et 2015, Thomas lance 21 fois en relève pour Atlanta et présente une moyenne de points mérités de 3,94 en 16 manches lancées, avec une victoire, deux défaites et 18 retraits sur des prises.
Avec le lanceur droitier Juan Jaime, le gaucher Eric Stults et le joueur de champ intérieur Alberto Callaspo, Thomas est le 27 mai 2015 échangé des Braves aux Dodgers de Los Angeles contre le joueur de troisième but Juan Uribe et le releveur droitier Chris Withrow.